# Ipswich Town Football Club 1974-1975
Questa voce raccoglie le informazioni riguardanti l'Ipswich Town Football Club nelle competizioni ufficiali della stagione 1974-1975.

## Stagione
Ad eccezione della Coppa UEFA, in cui la squadra venne immediatamente eliminata dai futuri finalisti del Twente, nel corso della stagione l'Ipswich Town arrivò fino alle fasi avanzate delle competizioni in cui era iscritto; in Coppa di Lega la squadra venne eliminata ai quarti di finale dal Norwich City mentre in FA Cup i Tractor Boys eliminarono squadre accreditate come il Wolverhampton e il Liverpool per poi cedere ai replay della semifinale contro i futuri vincitori del West Ham Utd.
Al termine della stagione l'Ipswich Town poté confermare la sua presenza in Coppa UEFA grazie al terzo posto in First Division, ottenuto rimanendo per buona parte della durata del torneo all'interno del numeroso gruppo di squadre accreditate per la vittoria del titolo.

## Maglie e sponsor
Vennero confermate tutte le divise introdotte fra il 1972 e il 1973.
| Casa | Trasferta |

## Rosa
| N. |                             | Ruolo | Calciatore     |
| -- | --------------------------- | ----- | -------------- |
|    | Inghilterra (bandiera)      | P     | Paul Cooper    |
|    | Scozia (bandiera)           | P     | David McKellar |
|    | Inghilterra (bandiera)      | P     | Laurie Sivell  |
|    | Scozia (bandiera)           | D     | George Burley  |
|    | Inghilterra (bandiera)      | D     | Ian Collard    |
|    | Inghilterra (bandiera)      | D     | Colin Harper   |
|    | Irlanda del Nord (bandiera) | D     | Allan Hunter   |
|    | Inghilterra (bandiera)      | D     | Mick Mills     |
|    | Inghilterra (bandiera)      | D     | John Peddelty  |
|    | Inghilterra (bandiera)      | D     | Dale Roberts   |
|    | Inghilterra (bandiera)      | D     | Les Tibbott    |
|    | Canada (bandiera)           | D     | Bruce Twamley  |
|    | Inghilterra (bandiera)      | C     | Kevin Beattie  |

| N. |                             | Ruolo | Calciatore      |
| -- | --------------------------- | ----- | --------------- |
|    | Irlanda del Nord (bandiera) | C     | Bryan Hamilton  |
|    | Irlanda del Nord (bandiera) | C     | Pat Sharkey     |
|    | Inghilterra (bandiera)      | C     | Brian Talbot    |
|    | Inghilterra (bandiera)      | C     | Colin Viljoen   |
|    | Scozia (bandiera)           | C     | John Wark       |
|    | Inghilterra (bandiera)      | A     | Terry Austin    |
|    | Inghilterra (bandiera)      | A     | Keith Bertschin |
|    | Inghilterra (bandiera)      | A     | Eric Gates      |
|    | Inghilterra (bandiera)      | A     | David Johnson   |
|    | Inghilterra (bandiera)      | A     | Mick Lambert    |
|    | Inghilterra (bandiera)      | A     | Roger Osborne   |
|    | Inghilterra (bandiera)      | A     | Trevor Whymark  |
|    | Inghilterra (bandiera)      | A     | Clive Woods     |

## Risultati

### FA Cup
| Arbitro: | Weyland |

|                         |           |                           |
| Hamilton 34’ Talbot 38’ | Marcatori | 23’ Zuidema 83’ Pahlplatz |

| Arbitro: | Schiller |

|        |           |              |
| Bos 7’ | Marcatori | 14’ Hamilton |

## Statistiche

### Andamento in campionato
Luogo, risultato e posizione seguono l'ordine ufficiale delle giornate.
| Giornata  | 1 | 2 | 3 | 4 | 5 | 6 | 7 | 8 | 9 | 10 | 11 | 12 | 13 | 14 | 15 | 16 | 17 | 18 | 19 | 20 | 21 | 22 | 23 | 24 | 25 | 26 | 27 | 28 | 29 | 30 | 31 | 32 | 33 | 34 | 35 | 36 | 37 | 38 | 39 | 40 | 41 | 42 |
| --------- | - | - | - | - | - | - | - | - | - | -- | -- | -- | -- | -- | -- | -- | -- | -- | -- | -- | -- | -- | -- | -- | -- | -- | -- | -- | -- | -- | -- | -- | -- | -- | -- | -- | -- | -- | -- | -- | -- | -- |
| Luogo     | T | T | C | C | T | C | T | C | C | T  | T  | C  | T  | T  | C  | C  | T  | C  | T  | C  | T  | C  | T  | C  | T  | C  | T  | C  | T  | C  | T  | C  | T  | C  | T  | C  | T  | C  | T  | C  | T  | C  |
| Risultato | V | V | V | V | P | V | V | V | V | P  | P  | N  | P  | P  | N  | V  | P  | V  | P  | V  | P  | V  | V  | P  | V  | V  | P  | V  | P  | V  | P  | P  | V  | V  | N  | V  | N  | V  | N  | V  | P  | V  |
| Posizione | 9 | 3 | 2 | 1 | 4 | 2 | 1 | 1 | 1 | 1  | 1  | 2  | 5  | 7  | 6  | 6  | 9  | 7  | 9  | 7  | 10 | 7  | 4  | 7  | 4  | 1  | 5  | 2  | 6  | 3  | 6  | 9  | 5  | 4  | 6  | 4  | 4  | 3  | 5  | 4  | 4  | 3  |

Fonte:  Premier League 1974/1975 » Schedule, su worldfootball.net.
Legenda:

Luogo: C = Casa; T = Trasferta. Risultato: V = Vittoria; N = Pareggio; P = Sconfitta.